# Liste der Zweibrücker Bürger- und Oberbürgermeister
Nach dem Ende des Herzogtums Pfalz-Zweibrücken waren die Bürgermeister die prägenden Stadtoberhäupter von Zweibrücken:
- 1794–1800 Heinrich von Besnard[1]
- 1796–1796 Johann Wilhelm Wernher
- 1796–1800 Heinrich von Besnard (2. Amtszeit)
- 1800–1804 Christian Pfender
- 1804–1805 Carl Georg von Esebeck
- 1805–1815 Friedrich Jericho
- 1815–1817 Johann Locher
- 1817–1827 Karl August von Esebeck
- 1827–1829 Peter Chandon
- 1830–1833 Nikolaus Wolffangel
- 1833–1837 Christoph Knorr
- 1837–1842 Nikolaus Wolffangel (2. Amtszeit)
- 1842–1867 Gottfried Stengel
- 1867–1870 Wilhelm Schultz
- 1870–1875 Heinrich Froelich
- 1875–1895 Theodor Maercker
- 1895–1904 Johann Baptist Wolff
- 1905–1905 Otto Freudenberg
- 1905–1932 Friedrich Roesinger
- 1932–1945 Ernst Collofong (NSDAP)
- 1945–1959 Ignaz Roth (SPD)
- 1959–1969 Oskar Munzinger (SPD)
- 1969–1979 Helmut Fichtner (SPD)
- 1980–1993 Werner von Blon (SPD)
- 1993–1999 Hans Otto Streuber (SPD)
- 1999–2004 Jürgen Lambert (CDU)
- 2004–2012 Helmut Reichling (CDU)
- 2012–2018 Kurt Pirmann (SPD)
  - 2018 Christian Gauf (CDU) (kommissarisch)
- seit 2018 Marold Wosnitza (SPD)

## Weitere Bürgermeister, Beigeordnete, Dezernenten mit eigenem Artikel
- 1959–1969 Max Lotz Erster Bürgermeister